# Sustav za otkrivanje upada
Sustav za otkrivanje upada (eng. intrusion detection system, IDS), uređaj ili izvršni softver koja motri računalnu mrežu ili sustave tražeći zloćudne aktivnosti ili kršenja pravila djelovanja unutar sustava. Svaka aktivnost ili prekršaj obično prijavljuje administratoru ili se središnje prikuplja uporabom sustava SIEM-a. SIEM komibinira dobivene podatke izi više izvora i služi se tehnikama filtriranja uzbuna da bi razlučio zloćudne aktivnosti od lažnih uzbuna.